# The Future
The Future je deváté studiové album kanadského hudebníka Leonarda Cohena, vydané v listopadu 1992 prostřednictvím hudebního vydavatelství Columbia Records. Na albu se podílelo několik producentů včetně Cohena samotného a herečky jménem Rebecca De Mornay, která v té době s Cohenem žila. V britské hitparádě se album umístilo na 36. příčce; v Kanadě bylo oceněno platinovou deskou.

## Seznam skladeb
| Pořadí | Název                   | Autor                  | Délka |
| ------ | ----------------------- | ---------------------- | ----- |
| 1.     | The Future              | Leonard Cohen          | 6:41  |
| 2.     | Waiting for the Miracle | Cohen, Sharon Robinson | 7:42  |
| 3.     | Be for Real             | Frederick Knight       | 4:32  |
| 4.     | Closing Time            | Cohen                  | 6:00  |
| 5.     | Anthem                  | Cohen                  | 6:09  |
| 6.     | Democracy               | Cohen                  | 7:13  |
| 7.     | Light as the Breeze     | Cohen                  | 7:14  |
| 8.     | Always                  | Irving Berlin          | 8:04  |
| 9.     | Tacoma Trailer          | Cohen                  | 5:57  |

## Obsazení
- Leonard Cohen – zpěv, programování, aranžmá
- Lenny Castro – tamburína, perkuse
- Yoav Goren – programování, aranžmá
- Bob Metzger – kytara, baskytara
- David Campbell – aranžmá, dirigent
- Rebecca De Mornay – aranžmá
- Dean Parks – mandolína, kytara
- Dennis Herring – kytara
- Leland Sklar – baskytara
- Bob Glaub – baskytara
- Jim Cox – klavír
- Greg Phillinganes – klavír
- Jeff Fisher – klávesy, programování, aranžmá
- Randy Kerber – klávesy
- Steve Lindsey – varhany, elektrické piano, mellotron, klávesy
- John Barnes – basový syntezátor
- Lee Thornburg – trubka, pozoun
- Bob Furgo – housle
- Greg Smith – saxofon
- Brandon Fields – saxofon
- Lon Price – saxofon
- Ed Greene – bicí
- Vinnie Colaiuta – bicí
- James Gadson – bicí
- Steve Meador – bicí
- Jennifer Warnes – doprovodné vokály
- Anjani Thomas – doprovodné vokály
- David Morgan – doprovodné vokály
- Jacquelyn Gouche-Farris – doprovodné vokály
- Tony Warren – doprovodné vokály
- Valerie Pinkston-Mayo – doprovodné vokály
- Julie Christensen – doprovodné vokály
- Perla Batalla – doprovodné vokály